# Lo Stenterello
Lo Stenterello, giornalista del popolo fiorentino, fu un periodico satirico pubblicato a Firenze dal 29 agosto 1848 al 10 gennaio 1849. Giornale moderato, ne era redattore Pietro Fraticelli che divenne in seguito accademico della Crusca. Vi pubblicò due poesie politiche Giovanni Prati. Ebbero tra i loro bersagli: i demogoghi de Il Popolano e del Corriere Livornese; la Costituente di Montanelli; e Guerrazzi. Il giornale ebbe vita breve, cessò le pubblicazioni il 10 gennaio 1849 insieme a La Vespa dopo che i sostenitori del Guerrazzi invasero e distrussero la tipografia Passigli.